# Mondeghili
I mondeghili (altrimenti detti mondeghini) sono delle polpette di carne tipiche della cucina milanese. Va tuttavia precisato che per quanto i mondeghili abbiano ottenuto nel 2008 la denominazione comunale d'origine (De. C.O.) da parte del comune di Milano, essi sono tradizionalmente cucinati anche a Pavia (munighili) e in Lomellina, dove sono noti con il nome di friciulìn.

## Origine e descrizione
L'ingrediente principale della pietanza è costituita di avanzi di carne, tipicamente manzo per via della sua diffusione sulle tavole milanesi: il piatto nasce infatti dalla necessità di non sprecare avanzi. Gli avanzi delle pietanze della festa, tipicamente brasati o bolliti, venivano infatti tritati assieme a mortadella, salsiccia, pane raffermo inzuppato nel latte (le varianti tuttavia, proprio per la natura di "riutilizzo" del piatto, sono numerosissime), uniti ad uovo e spezie, impanati ed infine schiacciati ad assumere una forma intermedia tra una polpetta e un piccolo hamburger. Il tutto viene poi fritto, come da tradizione lombarda, nel burro.
L'origine di questo piatto parrebbe risalire alla dominazione spagnola sul ducato di Milano: la parola deriverebbe per corruzione dallo spagnolo albondeguila, ovvero "polpettina", che a sua volta deriverebbe dall'arabo al-bunduq "la nocciola".